# Carling Bassett

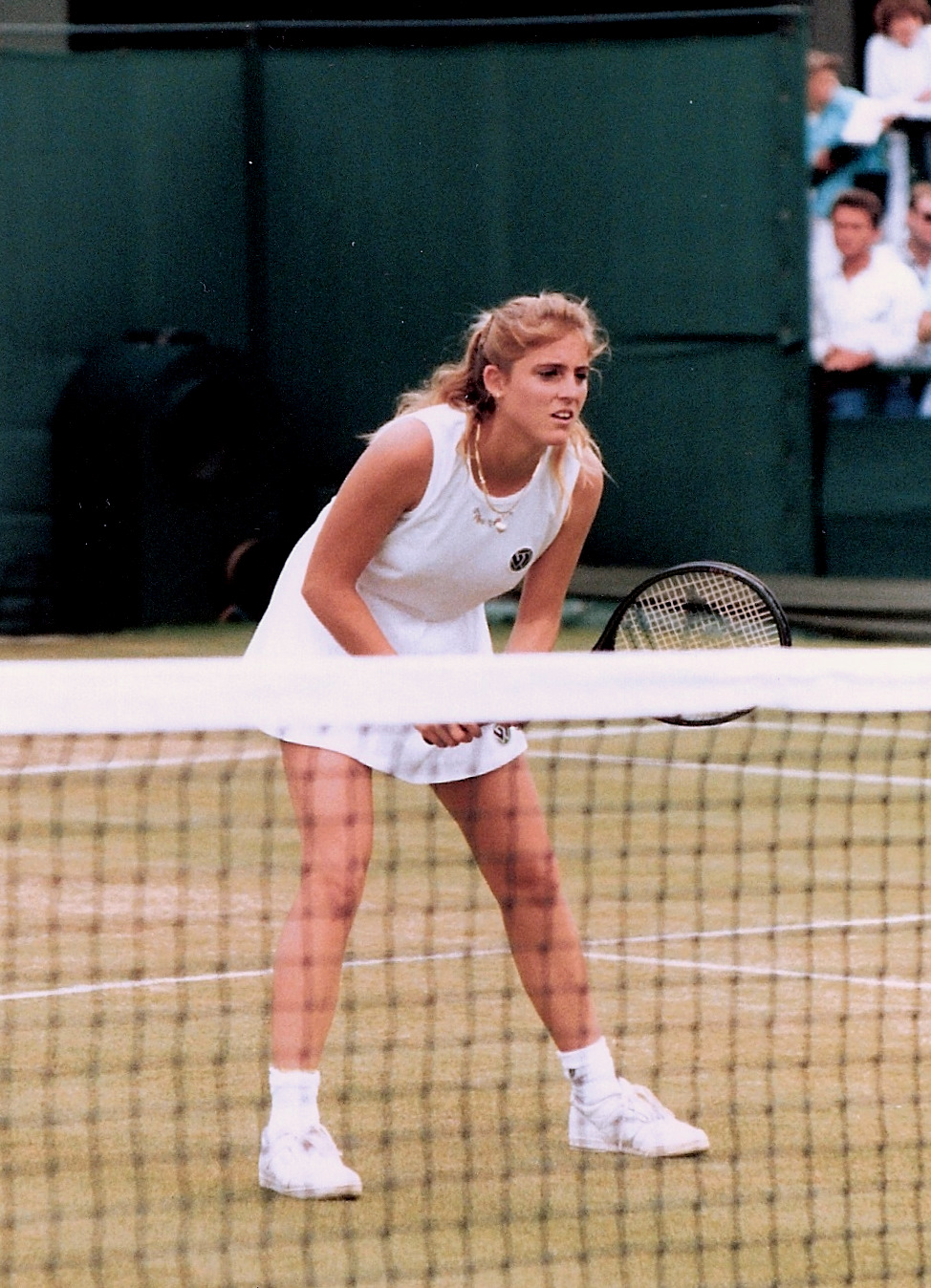
Carling Bassett i juni 1987.

Carling Bassett Seguso, född 9 oktober 1967 i Toronto, Kanada, är en kanadensisk högerhänt tidigare professionell tennisspelare.

## Tenniskarriären
Carling Bassett blev professionell WTA-spelare i januari 1983 och spelade till och med säsongen 1990. Under delar av karriären var hon skadedrabbad och spelade under 1986 endast ett fåtal tävlingar på grund av handskada. Hon vann 1 singel- och 1 dubbeltitel på touren och ytterligare en i singel- och dubbel i ITF-arrangerade turneringar. Hon rankades som bäst som nummer 8 i singel.  
Bassett noterade karriärsegrar över spelare som Virginia Ruzici, Dianne Balestrat, Hana Mandlikova, Raffaella Reggi och Nathalie Tauziat. I september 1984 nådde hon semifinalen i US Open.
Bassett spelade i det kanadensiska Fed Cup-laget 1982-83 och 1985-87. Hon spelade sammanlagt 21 matcher och vann 12 av dem.

## Spelaren och personen
Carling Bassett hade en mycket framgångsrik juniorkarriär och rankades som 15-åring 1982 som världstvåa. Som nyblivet proffs fick hon utmärkelsen WTA most impressive newcomer 1983. Under inledningen av proffskarriären spelade hon som en av de sista med en oversize-racket med en ram huvudsakligen av trä (Prince woodie). 
I hemlandet fick hon utmärkelsen Kanadas kvinnliga idrottare 1983 och 1985. Under karriären var hon 168 cm lång och vägde 53 kg. Hon spelade med dubbelfattad backhand.
Bassett har senare berättat att hon länge kämpade med bulimi. Bassett gifte sig 1987 med den amerikanska tennisspelaren Robert Seguso. Båda arbetar numera som tennistränare. Paret har tre barn. 
Bassett har arbetat som modell för modellagenturen Ford Models.

## Karriärtitlar
- Singel
  - 1987 - Strasbourg
  - 1983 - Pennsylvania.
- Dubbel
  - 1985 - Tampa (med Gabriela Sabatini)
  - 1984 - Tampa (med Elizabeth Smylie)

### Webbkällor
- WTA, spelarprofil